# Sussi e Biribissi
Sussi e Biribissi è un libro umoristico per bambini e ragazzi scritto da Paolo Lorenzini (nipote del più famoso Carlo Lorenzini detto Carlo Collodi), pubblicato nel 1902.
Ha come sottotitolo Storia di un viaggio verso il centro della Terra, con riferimento al romanzo Viaggio al centro della Terra di Jules Verne. I due ragazzini protagonisti, uno basso e grassottello l'altro alto e magro, infatti, affascinati dalle avventure descritte nel romanzo di Verne, decidono di ripercorrere il misterioso viaggio, partendo dalle fogne di Firenze. Naturalmente gliene capiteranno di tutti i colori malgrado i buoni consigli del gatto Buricchio.
Divisi a causa di un imprevisto si ritroveranno dopo qualche tempo profondamente cambiati sia nel fisico che nel comportamento. Alla fine i propositi per il futuro saranno di rimanere con i piedi per terra credendo meno ai racconti fantastici.
Sussi e Biribissi nella cultura popolare è diventato un epiteto ironico, talvolta utilizzato per indicare due persone dall'aspetto fisico opposto, molto amiche tra di loro,

## Edizioni
- Collodi Nipote, Sussi e Biribissi. Storia di un viaggio verso il centro della Terra, collana Gl'Istrici classici, Salani, 2006,  pp. 171, cap. 2, ISBN 88-8451-362-6.